# Proceratosaurus
Proceratosaurus (que significa "antes do Ceratossauro") é um gênero de dinossauro terópode tiranossauróide. É conhecido apenas por um único crânio incompleto achado na Inglaterra.

## Descoberta

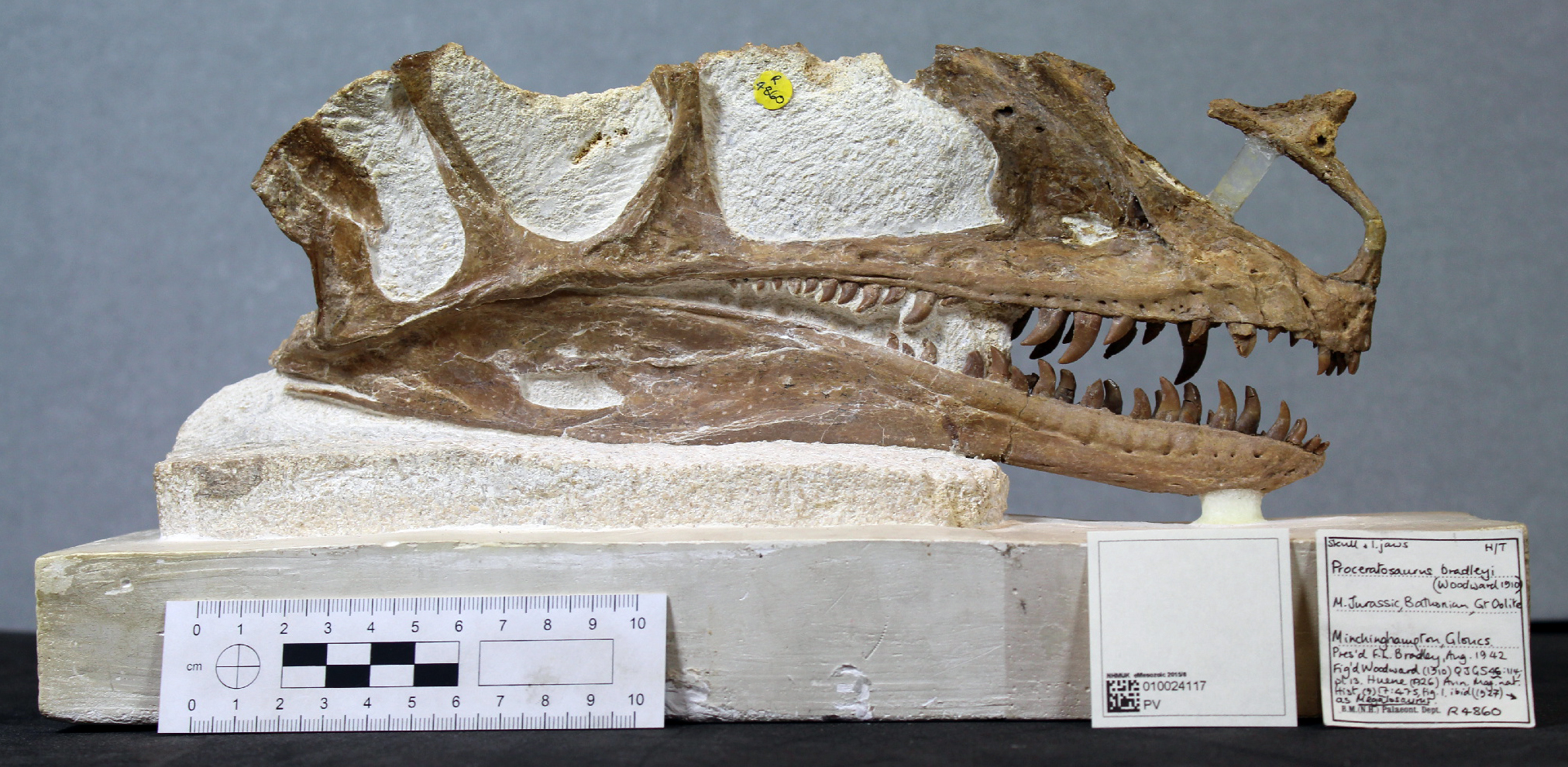
Crânio holótipo e foco nos dentes e no hióide

Em 1910, o paleontólogo britânico Arthur Smith Woodward relatou um crânio de terópode parcial descoberto algum tempo antes por F. Lewis Bradley durante a escavação de um reservatório em Minchinhampton, uma cidade em Cotswolds em Gloucestershire, Inglaterra. Bradley preparou o crânio para que o lado esquerdo ficasse exposto e o submeteu à Sociedade Geológica de Londres, que atualmente está no Museu de História Natural catalogado como espécime NHM R 4860. A parte superior do crânio está faltando devido a uma fissura que havia erodido a rocha e estava parcialmente preenchido com calcita. Woodward fez do crânio o espécime holótipo de uma nova espécie de Megalossauro (um gênero nomeado em 1824), M. bradleyi, em homenagem ao seu descobridor. Na época em que foi descoberto, era um dos crânios de terópodes mais completos conhecidos da Europa, possivelmente com exceção dos crânios esmagados e difíceis de interpretar de Compsognathus e Archaeopteryx.
Em 1923, o paleontólogo alemão Friedrich von Huene mudou a espécie para o novo gênero Proceratosaurus, assumindo que era o ancestral do gênero Jurássico Ceratosaurus, mas como o nome era usado apenas de forma esquemática, o nome foi considerado um nomen nudum, um nome publicado de forma inválida. Ele validou o nome três anos depois em dois artigos de 1926, fornecendo um diagnóstico do gênero. Embora permanecendo um dos crânios de terópodes mais bem preservados da Europa, e globalmente um dos crânios de terópodes do Jurássico Médio mais bem preservados, desde então recebeu pouca atenção científica, sendo principalmente mencionado em estudos sobre aspectos gerais da anatomia e evolução dos terópodes. O crânio do holótipo foi, desde a tomografia computadorizada na Universidade do Texas, preparado mecanicamente para revelar detalhes adicionais do crânio, mandíbula e dentes, e foi redescrita pelo paleontólogo alemão Oliver W. M. Rauhut e colegas em 2010.

## Classificação

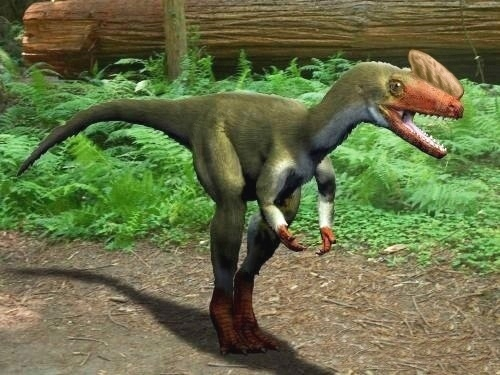
Concepção artística.

Inicialmente pensava-se que o Proceratosaurus era um ancestral do Ceratossauro e também que ambos eram celurossauros. Mais tarde, em 1988, o paleontólogo Gregory Paul citou em seu livro Predatory Dinosaurs of the World que Proceratosaurus e Ornitholestes estavam próximos e eram alossauróides, assim como sinonimizou Piveteausaurus como sendo pertencente ao gênero Proceratosaurus — apesar de que estudos posteriores separaram os dois gêneros. Entretanto, em 2010, Rauhut et al. descobriram que o Proceratosaurus não era apenas um celurossauro, mas também um tiranossauróide. Igualmente, eles perceberam semelhanças entre P. bradleyi e Guanlong. Sendo assim, para os dois gêneros, eles cunharam a Proceratosauridae. Posteriormente a Proceratosauridae também foi usada para abrigar outros gêneros.

### Filogenia
Abaixo um cladograma de Brusatte & Carr (2016) utilizando o método de bayesiana definido Proceratosaurus dentro de sua família.
|  | Kileskus                                                    |
|  |                                                             |
|  | \| \| Yutyrannus \| \| \| \| \| \| Sinotyrannus \| \| \| \| |
|  |                                                             |
|  | Yutyrannus                                                  |
|  |                                                             |
|  | Sinotyrannus                                                |
|  |                                                             |

|  | Yutyrannus   |
|  |              |
|  | Sinotyrannus |
|  |              |

|  | Kileskus                                                    |
|  |                                                             |
|  | \| \| Yutyrannus \| \| \| \| \| \| Sinotyrannus \| \| \| \| |
|  |                                                             |
|  | Yutyrannus                                                  |
|  |                                                             |
|  | Sinotyrannus                                                |
|  |                                                             |

|  | Yutyrannus   |
|  |              |
|  | Sinotyrannus |
|  |              |

|  | Kileskus                                                    |
|  |                                                             |
|  | \| \| Yutyrannus \| \| \| \| \| \| Sinotyrannus \| \| \| \| |
|  |                                                             |
|  | Yutyrannus                                                  |
|  |                                                             |
|  | Sinotyrannus                                                |
|  |                                                             |

|  | Yutyrannus   |
|  |              |
|  | Sinotyrannus |
|  |              |

|  | Kileskus                                                    |
|  |                                                             |
|  | \| \| Yutyrannus \| \| \| \| \| \| Sinotyrannus \| \| \| \| |
|  |                                                             |
|  | Yutyrannus                                                  |
|  |                                                             |
|  | Sinotyrannus                                                |
|  |                                                             |

|  | Yutyrannus   |
|  |              |
|  | Sinotyrannus |
|  |              |

## Paleobiologia

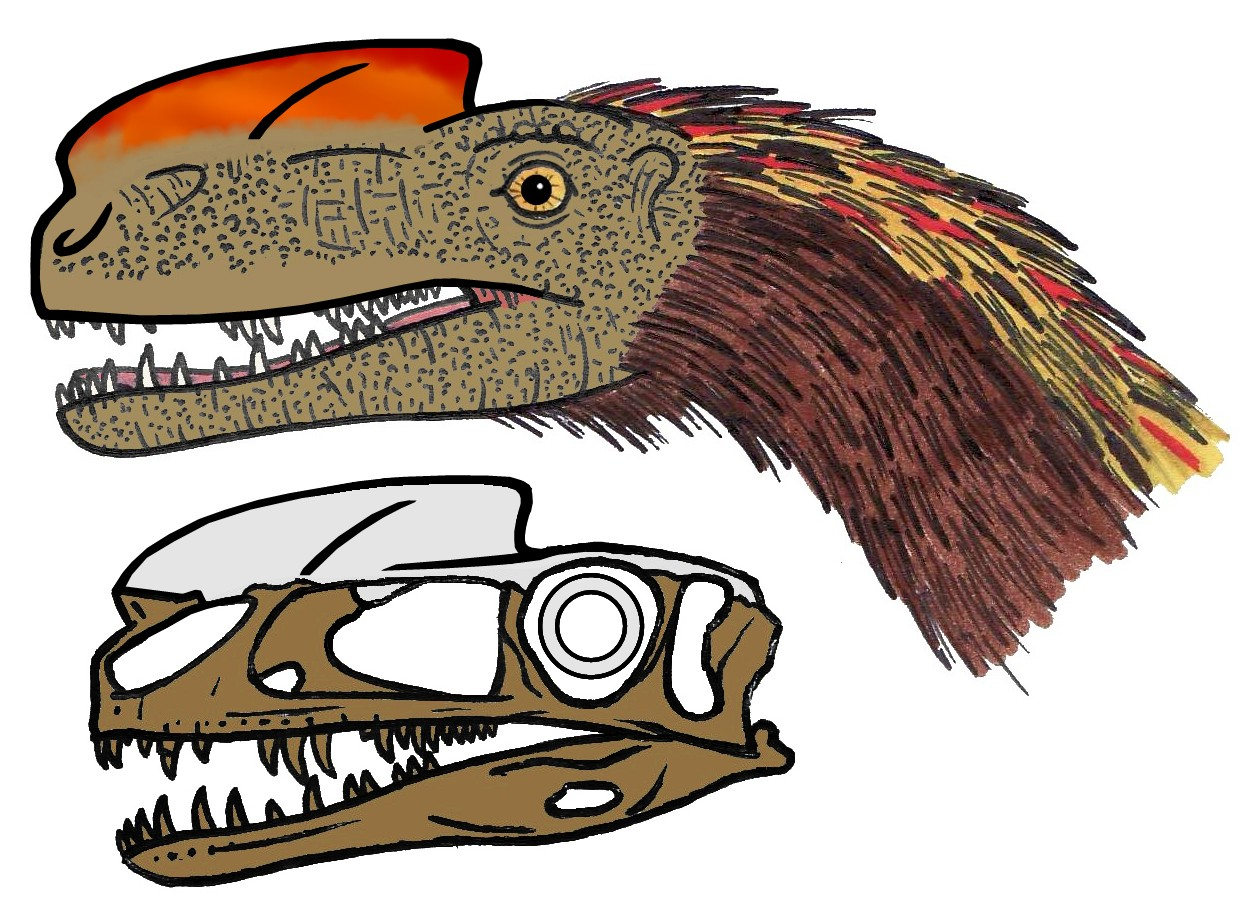
Reconstrução hipotética de cabeça do Proceratosaurus.

Assim como muitos celurossauros e tiranossauróides basais, o Proceratosaurus tinha um crânio alongado, mas que provavelmente não era tão forte em relação a formas tiranossaurianas mais derivadas. Ele possivelmente empregou estratégias de caça envolvendo punção, pois sua crista pode ter servido como redução de estresse causado por flexão do crânio ao morder. Sua crista também pode ter servido para exibição. Tinha 3 metros de comprimento e pesava no máximo 45 kg.